# 三甲氧基硅烷
三甲氧基硅烷是一种有机化合物，是化学式为(CH3O)3SiH的无色易燃液体。

## 合成
三甲氧基硅烷可由硅、氯化亚铜和甲醇在240 °C反应制得。三氯氢硅和甲醇在二甲苯和石油醚中反应，也能得到三甲氧基硅烷。

## 反应
三甲氧基硅烷和二氢化(P,P,P',P'-四环己基乙二膦)合铂(II)发生配體取代反应，可以得到二(三甲氧基硅基)(P,P,P',P'-四环己基乙二膦)合铂(II)。
它可以和烯烃或炔烃发生硅氢化反应，如在三氯化钌的催化下和乙烯反应，生成乙基三甲氧基硅烷；和1-己炔反应，得到1-三甲氧基硅基-1-己烯。
它是一种还原剂，在有机合成中可用于将酯、醛等化合物中的羰基还原。例如，在氯化锌存在下，它可以将4-(4-硝基苯基)-3-丁烯-2-酮还原为1-(4-硝基苯基)-1-丁烯；或将苯乙酮还原为1-苯乙醇。